# Street Dance (canción de Break Machine)
«Street Dance» es una canción de la banda estadounidense de hip hop Break Machine, producida y coescrita por Jacques Morali y Henri Belolo. Fue lanzada en diciembre de 1983 como primer sencillo de su álbum Break Dance Party (lanzado como Break Machine en el Reino Unido).
Se convirtió en un éxito internacional, encabezando las listas en varios países como Francia, España, Noruega y Suecia además de alcanzar el número tres en Dinamarca y en la UK Singles Chart de Reino Unido. En Estados Unidos llegó al puesto 6 en la  Dance Club Songs y al 78 en la Black Singles de Billboard. 
Fue una de las primeras canciones de hip hop comercialmente exitosas. Según una lista de Top France, la canción fue el quinto sencillo más vendido de 1984 en Francia.

## Video musical
El video musical presenta a la banda interpretando la canción mientras demuestran sus habilidades como bailarines de popping y breakdance por las calles de la ciudad de Nueva York.

## Lista de canciones
sencillo 7" (Sire – 7-29319)
A «Street Dance» (Vocal) – 3:42
B «Street Dance» (Instrumental) – 3:32
maxi 12 (Sire – 0-201895)
A «Street Dance» (Vocal) – 6:28
B «Street Dance» (Instrumental) – 5:06

## Posicionamiento en listas
| Listat (1984)                                  | Máxima posición |
| ---------------------------------------------- | --------------- |
| Alemania (Offizielle Deutsche Charts)          | 12              |
| Australia (Kent Music Report)                  | 21              |
| Austria (Ö3 Austria Top 40)                    | 17              |
| Bélgica (Flandes) (Ultratop 50)                | 7               |
| Dinamarca (IFPI)                               | 3               |
| España AFYVE)                                  | 1               |
| Estados Unidos (Billboard Dance/Disco Top 80)  | 6               |
| Estados Unidos (Billboard Black Singles)       | 78              |
| Europa (European Hot 100 Singles)              | 1               |
| Europa (European Airplay Top 60 Music & Media) | 1               |
| Finlandia (Suomen virallinen lista)            | 6               |
| Francia (IFOP)                                 | 1               |
| Islandia (Rás 2)                               | 4               |
| Irlanda (IRMA)                                 | 11              |
| Noruega (VG-lista)                             | 1               |
| Países Bajos (Dutch Top 40)                    | 14              |
| Países Bajos (Mega Single Top 100)             | 7               |
| Reino Unido (UK Singles Chart)                 | 3               |
| Suecia (Sverigetopplistan)                     | 1               |
| Suiza (Schweizer Hitparade)                    | 7               |